# Copa Libertadores de Futsal 2007
El Torneo Sudamericano de Clubes de Futsal 2007 fue la 8ª edición del torneo continental. Participaron los ganadores en la precedente temporada del máximo campeonato de las federaciones afiliéis a la CONMEBOL. La competición se jugó del 9 de noviembre de 2007 al 8 de marzo de 2008.

## Equipos participantes
Todas las naciones presentaron uno o dos equipos, para un total de 14 equipos.

### Lista
EL club han sido ordenado en orden alfabética de la federación.
| Rank   | Equipo         | Zona  |
| ------ | -------------- | ----- |
| 1      | Real Antioquia | Norte |
| 2/H    | Metálica       | Norte |
| 3      | Didí           | Norte |
| 4      | Universitario  | Norte |
| 5      | Pinocho        | Sud   |
| 6      | San Lorenzo    | Sud   |
| 7      | Carlos Barbosa | Sud   |
| 8/TH/H | Jaraguá        | Sud   |
| 9      | Consalud       | Sud   |
| 10     | Icafal         | Sud   |
| 11     | Colonial       | Sud   |
| 12     | UAA            | Sud   |
| 13     | Malvín         | Sud   |
| 14     | Nacional       | Sud   |

Notas
- (TH) Equipo campeón defensor
- (H) – Equipo hospedador

### Fórmula
Los 14 equipos se afrontan en dos torneos separados. Las ganadoras acceden al final.

## Fase de grupos

### Zona Norte
| Equipo         | Puntos | PJ | PG | PE | PP | GF | GC | DG  |
| -------------- | ------ | -- | -- | -- | -- | -- | -- | --- |
| Real Antioquia | 5      | 3  | 1  | 2  | 0  | 8  | 5  | +3  |
| Metálica       | 5      | 3  | 1  | 2  | 0  | 8  | 7  | +1  |
| Universitario  | 4      | 3  | 1  | 1  | 1  | 10 | 10 | 0   |
| Didí           | 0      | 3  | 0  | 1  | 2  | 7  | 11 | #-4 |

### Zona Sur

#### Grupo A
| Equipo      | Puntos | PJ | PG | PE | PP | GF | GC | DG   |
| ----------- | ------ | -- | -- | -- | -- | -- | -- | ---- |
| Jaraguá     | 12     | 4  | 4  | 0  | 0  | 41 | 5  | +36  |
| San Lorenzo | 7      | 4  | 2  | 1  | 1  | 23 | 13 | +10  |
| Colonial    | 6      | 4  | 2  | 0  | 2  | 22 | 14 | +8   |
| Nacional    | 4      | 4  | 1  | 1  | 2  | 19 | 10 | +9   |
| Consalud    | 0      | 4  | 0  | 0  | 4  | 6  | 69 | #-63 |

#### Grupo B
| Equipo         | P.ti | G | V | N | P | GF | GS | DR   |
| -------------- | ---- | - | - | - | - | -- | -- | ---- |
| Carlos Barbosa | 12   | 4 | 3 | 0 | 0 | 29 | 6  | +23  |
| Pinocho        | 9    | 4 | 3 | 0 | 1 | 29 | 12 | +17  |
| UAA            | 4    | 4 | 1 | 1 | 2 | 23 | 16 | +13  |
| Malvín         | 4    | 4 | 1 | 1 | 2 | 20 | 20 | 0    |
| Icafal         | 0    | 4 | 0 | 0 | 4 | 10 | 57 | #-47 |

## Fase a eliminación directa

### Tabla Zona Sur
|  | Semifinales    | Semifinales    |   |         | Final        | Final |  |
|  |                |                |   |         |              |       |  |
|  |                |                |   |         |              |       |  |
|  |                |                |   |         |              |       |  |
|  | Jaraguá        | 10             |   |         |              |       |  |
|  | Pinocho        | 2              |   |         |              |       |  |
|  |                |                |   |         |              |       |  |
|  |                |                |   |         |              |       |  |
|  |                |                |   |         | Jaraguá      | 5     |  |
|  |                | Carlos Barbosa | 1 |         |              |       |  |
|  |                |                |   |         |              |       |  |
|  |                |                |   |         |              |       |  |
|  |                |                |   |         | Tercer lugar |       |  |
|  |                |                |   |         |              |       |  |
|  | Carlos Barbosa | 4              |   | Pinocho | 6            |       |  |
|  | San Lorenzo    | 1              |   |         | San Lorenzo  | 1     |  |

### Final
| Jaraguá | 13 - 3 | Real Antioquia | 7 - 1 | 6 - 2 |